# David Gibbins
David Gibbins (ur. 1962 w Saskatoon, Saskatchewan, Kanada) – archeolog podwodny i popularny pisarz.

## Życiorys
Urodził się w Kanadzie w rodzinie angielskich naukowców. Razem z rodzicami podróżował po świecie, m.in. do Nowej Zelandii. W wieku 15 lat zdobył doświadczenie w nurkowaniu do podwodnych jaskiń, zatopionych wraków oraz w nurkowaniu podlodowym.
Ukończył z wyróżnieniem University of Bristol w Anglii w specjalizacji badań starożytnego Morza Śródziemnego. W 1990 r. uzyskał stopień doktora archeologii na University of Cambridge. Prowadził wiele ekspedycji badawczych na całym świecie, m.in. badania wraku rzymskiego statku niedaleko Sycylii, badania podwodnej zatoki w rejonie antycznej Kartaginy. W latach 1999–2000 był członkiem międzynarodowego zespołu badającego wrak statku datowanego na 5 stulecie p.n.e. u wybrzeży współczesnej Turcji. Opublikował wiele artykułów i książek naukowych na temat badań wraków starożytnych statków. Aktualnie jego badania skupiają się na Mezoameryce i Oceanie Arktycznym.
W latach dziewięćdziesiątych XX wieku był wykładowcą na University of Liverpool. Z czasem porzucił nauczanie na rzecz pisania. Jego pierwsza książka, Atlantis, została wydana w 28 językach i osiągnęła nakład 0,5 mln egzemplarzy. We wszystkich książkach występuje postać charyzmatycznego archeologa Jacka Howarda.

## Twórczość

### Publikacje naukowe
- Surgical instruments from a Roman shipwreck off Sicily, 1988
- The hidden museums of the Mediterranean, 1990
- Maritime archaeology, 1990 (wspólnie z Christopherem Chippindale’em)
- Analytical approaches in maritime archaeology: a Mediterranean perspective, 1990
- Heritage at sea: proposals for the better protection of British archaeological sites underwater, 1990 (wspólnie z Christopherem Chippindale’em)
- Bronze Age wreck’s revelations, 1993
- Das im Mittelmeer verborgene Museum, 1993
- What shipwrecks can tell us, 1995
- The Archaeology of an Ecclesiastical Landscape. Chester Archaeology Excavation and Survey Report No. 9, 1996 (wspólnie z J.L., Mikiem M. Emerym oraz Keithem J. Mathewsem)
- Deleta est Carthago? , 1997
- Maritime archaeology, 1999 (rozdział w książce Dictionary of Archaeology, autorzy: I. Shaw oraz R. Jameson)
- Classical shipwreck excavation at Tektas Burnu, Turkey, 2000
- Shipwrecks and Hellenistic trade, 2001 (rozdział w książce Hellenistic Economies autorstwa Zofii H. Archibald)
- Shipwrecks. World Archaeology, 2001 (wspólnie z Jonathanem Adamsem)
- Shipwrecks and maritime archaeology, 2001 (wspólnie z Jonathanem Adamsem)
- A Roman shipwreck of c. AD 200 at Plemmirio, Sicily: evidence for north African amphora production during the Severan period, 2001

### Publikacje literackie
- Atlantis, 2005 (wyd. polskie Atlantyda, 2005, przeł. Radosław Januszewski)[1]
- Crusader Gold, 2006 (wyd. polskie Złoto krzyżowców, 2007, przeł. Jacek Manicki)[2]
- The Last Gospel, 2008
- The Tiger Warrior, 2009 (wyd. polskie Klejnot dwóch imperiów, 2009, przeł. Jan Hensel)[3]
- The Mask of Troy, 2010
- The Gods of Atlantis, 2011
- Pharaoh, 2013